# Vale Castle
Vale Castle ist eine Küstenfestung auf der Halbinsel Le Clos du Valle auf der Kanalinsel Guernsey. Sie gilt als Protected Building. Ihr ursprünglicher Name war Le Château St. Michel; später wurde daraus Château de Val oder Château de Valle. Sie ist über 1000 Jahre alt. Sie schützt sowohl den Hafen von St Sampson am östlichen Ende der Braye du Valle als auch den Hafen von Bordeaux.

## Geschichte
Ein Gezeitenkanal trennte den Norden von Guernsey vom Rest der Insel. Erdwerke aus dem 6. Jahrhundert v. Chr., die aus einem doppelten Graben und einen Wall bestehen, weisen darauf hin, dass es auf dem Hügel, auf dem sich heute Vale Castle befindet, schon in der Eisenzeit ein Fort gab.

### Mittelalter
Um 968 n. Chr. kamen Mönche aus der Benediktinerabtei Le Mont-Saint-Michel nach Guernsey, um Abtei St Michael, eine Gemeinschaft im Norden der Insel, zu gründen.
Einer Sage nach reiste Herzog Robert II. der Normandie, der Vater von König Wilhelm dem Eroberer, 1032 nach England, um König Eduard dem Bekenner zu helfen. Er musste Schutz auf Guernsey suchen und gab Land, das heute Le Clos du Valle heißt, den Mönchen.
1061, als Piraten die Insel angriffen und plünderten, beschwerte man sich bei Herzog Wilhelm (dem nachmaligen Wilhelm dem Eroberer). Dieser sandte Sampson d’Anneville, der es mit Hilfe der Mönche schaffte, die Piraten zu vertreiben. Für diesen Dienst wurden Sampson d’Anneville und die Mönche mit je der Hälfte der Insel belohnt. Der Teil, der an die Mönche ging und ‘’Le Fief St Michel’’ genannt wurde, enthielt auch das Gelände, auf dem heute die Burg liegt. Die Burg von St Michael (heute Vale Castle) wurde errichtet, um die Bevölkerung gegen die Piraten zu schützen, indem sie einen sicheren Zufluchtsort bot.
Man konnte feststellen, wann die Arbeiten zum Bau der Burg begannen, möglicherweise Ende des 10. Jahrhunderts. Im Seekrieg auf dem Ärmelkanal 1338–1340 eroberten die Franzosen Insel und Burg, wo sie ihre Verteidiger umbrachten. Die Besatzungsmacht zog sich 1340 zurück, nachdem die Seeschlacht von Sluis die französische Marine dezimiert hatte.
1372 führte Owain Lawgoch, ein Anwärter auf den walisischen Thron, mit einer internationalen Truppe, die für Frankreich kämpfte, einen Angriff auf Guernsey an. Dieser Angriff hieß im Volksmund „La Descente de Aragousais“ (dt.: der Abstieg der Aragousen) Owain Lawgoch zog sich zurück, nachdem er 400 Männer der Miliz der Insel getötet hatte. Das Gedicht gleichen Namens nennt die Burg „Château de l’Archange“, der Ort des letzten Verteidigungsgrabens gegen die Eindringlinge.

### Frühe Neuzeit

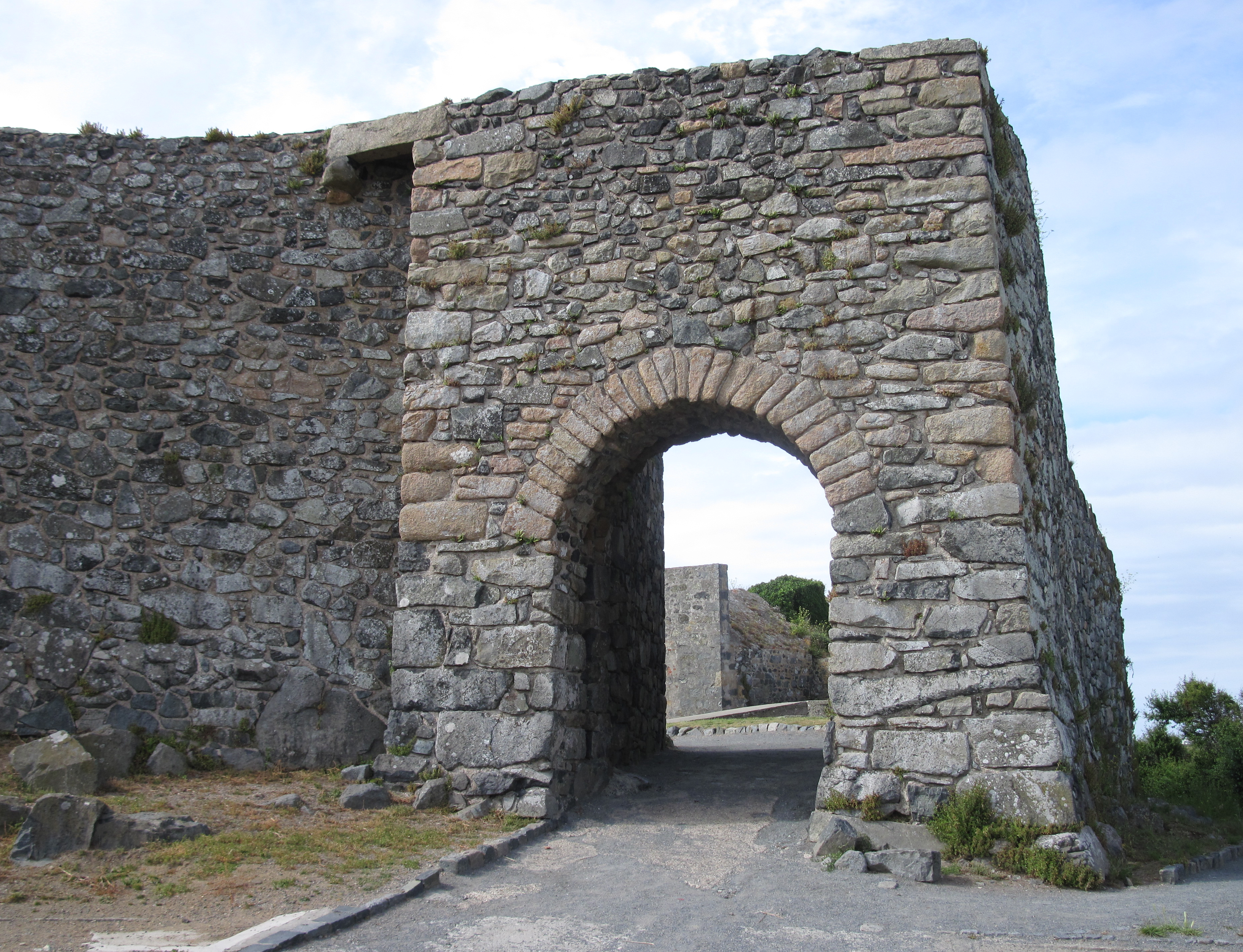
Torhaus von Vale Castle aus dem 15. Jahrhundert

Im 15. Jahrhundert wurde ein Torhaus angebaut und die Burg mit einer Kurtine aus Granit umschlossen sowie andere Reparaturen und Verbesserungen an den Mauern, wie der Anbau von Strebewerken, durchgeführt. Letztere wurden im darauf folgenden Jahrhundert verbessert. Ein Pulvermagazin, ein Wachraum und Häuser für die Garnison wurden um diese Zeit herum gebaut. Die Burg hat einen Brunnen. 1615 gehörte es zu den Pflichten der Insel, Vale Castle zu unterhalten, im Gegensatz zu Castle Cornet, das die englische Krone unterhielt.
In den neun Jahren des englischen Bürgerkrieges könnten parlamentaristische Truppen auf Vale Castle stationiert gewesen sein, da Castle Cornet die royalistische Sache unterstützte, während die Insel Guernsey auf der Seite der Roundheads war. 1680 waren umfangreiche Reparaturen nötig.

### Spätere Neuzeit
Der amerikanische Unabhängigkeitskrieg, der Frankreich zum Feind machte, sorgte dafür, dass Kasernen und weitere Verbesserungen angebaut wurden. Die französische Revolution bedrohte die Insel ebenfalls und die Burg wurde mit einer 24-Pfünder-Kanone und zwei 9-Pfünder-Kanonen ausgestattet.
Die Burg erhielt einen Signalmast, um die Insel zu warnen, wenn sich feindliche Schiffe näherten, ausgestattet mit einem Leuchtfeuer für den Alarm in der Nacht.
1799 wurden 6000 Mann russische Truppen im nahegelegenen Delancey einquartiert. Hunderte starben an Krankheiten und so finden sich Gräber russischer Soldaten auf Vale Castle.
Während der Koalitionskriege bedeutete die Anlage von Braye du Valle 1806–1808 das Ende der Trennung von Le Clos du Valle, das vorher eine Gezeiteninsel war, von der Hauptinsel. So konnte man besser Truppen verlegen und die Insel schützen. Der nahegelegene Hafen von St Sampson wurde durch den internationalen Handel erweitert.
Im Ersten Weltkrieg war eine kleine Garnison örtlicher Miliz auf der Burg stationiert und zwischen den Kriegen dienten die Kasernen den States of Guernsey als Domizil.

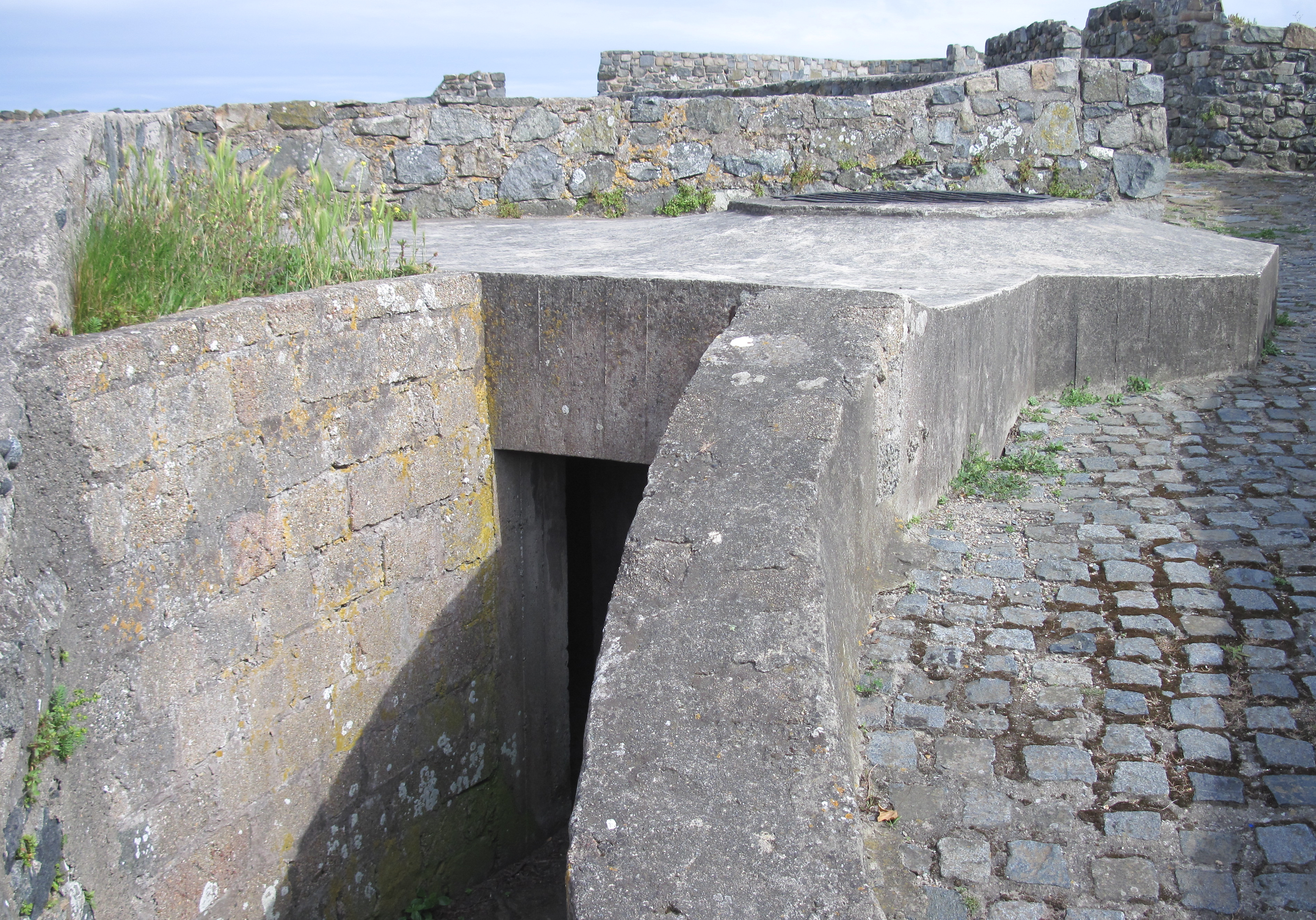
Deutscher Mörsergraben

Die letzten Veränderungen an Vale Castle waren während der deutschen Besetzung 1942–1944 das Werk von Arbeitern der Organisation Todt. Sie rissen die Kasernen ab und bauten vier Maschinengewehrstände aus Beton, drei Stände für 5-cm-Mörser, Gräben, vier Tobruk-Verteidigungsstände und Schutzräume für die Besatzung. Zu den Verteidigungsanlagen in der „Stützpunktgruppe Talfeste“ gehörten auch Flammenwerfer, zwei 60-cm-Suchscheinwerferstände und zwei Feldkanonen vom Typ 10,5 cm K331 (f).

## Beschreibung
Die Burg hat einen unregelmäßigen Grundriss und liegt auf einem Hügel. Sie besteht im Groben aus sechs Rundtürmen, die mit einer Kurtine verbunden sind, das ein Torhaus mit quadratischem Grundriss enthält.
Die Küste liegt auf der Süd- und der Ostseite; im Westen lag niederes Marschland.

## Archäologie
Unter dem mittelalterlichen äußeren Wall war ein kleiner Erdwall, in dem man Tonscherben aus der Zeit von 500 bis 600 v. Chr. fand. Gleichartige Tonscherben fand man in einem zweiten Wall unter den Militärgebäuden aus dem 14. Jahrhundert innerhalb der Mauern. Diese Wallburg mit doppeltem Wall ist einzigartig in Guernsey.
Umfangreiche Ausgrabungen wurden 1980 durchgeführt. Sie zeigten auf, dass die spätmittelalterlichen Arbeiten in der Zeit um 1370–1400 durchgeführt wurden.

## Denkmalschutz
Das gesamte Château de Marais (dt.: Sumpfburg) wurde am 26. März 1938 als Protected Monument, Nr. PM124, registriert.

## In Kunst und Literatur
- Francis Grose (1731–1791) schuf die Kupferstiche St. Michael’s, or the Vale Castle, 1786 und St. Sampson’s Church 1777 mit dem Vale Castle im Hintergrund.
- Robert Mudie (1777–1842) schuf den Druck Historical and Topographical Description of the Channel Islands 1840.
- William Turner (1775–1851) fertigte eine Skizze der Burg.[15]
- Victor Hugo (1802–1885) erwähnte Vale Castle 1866 in seinem Roman Die Arbeiter des Meeres.
- Edwin Hayes (1819–1904) malte das Bild Vale Castle/Guernsey E Hayes Buscoe House/Stedes Rd

## Zugang und heutige Nutzung
Vale Castle ist öffentlich zugänglich. Es ist zu Fuß zu erreichen und der Eintritt ist frei, wenn keine privaten Veranstaltungen dort stattfinden. Kostenlose Parkplätze finden sich in Bordeaux oder an der Castle Road.
Die Burg ist ein zunehmend populärer Veranstaltungsort für Musikfestivals und private Feste. Das Vale Earth Fair wird seit über 40 Jahren auf der Burg abgehalten.
Die Besucher können durch die deutschen Schützengräben gehen und die ‘’Tobruk’’-Gräben, die Maschinengewehrstände und die Schutzräume für die Garnison ansehen.

## Galeriebilder

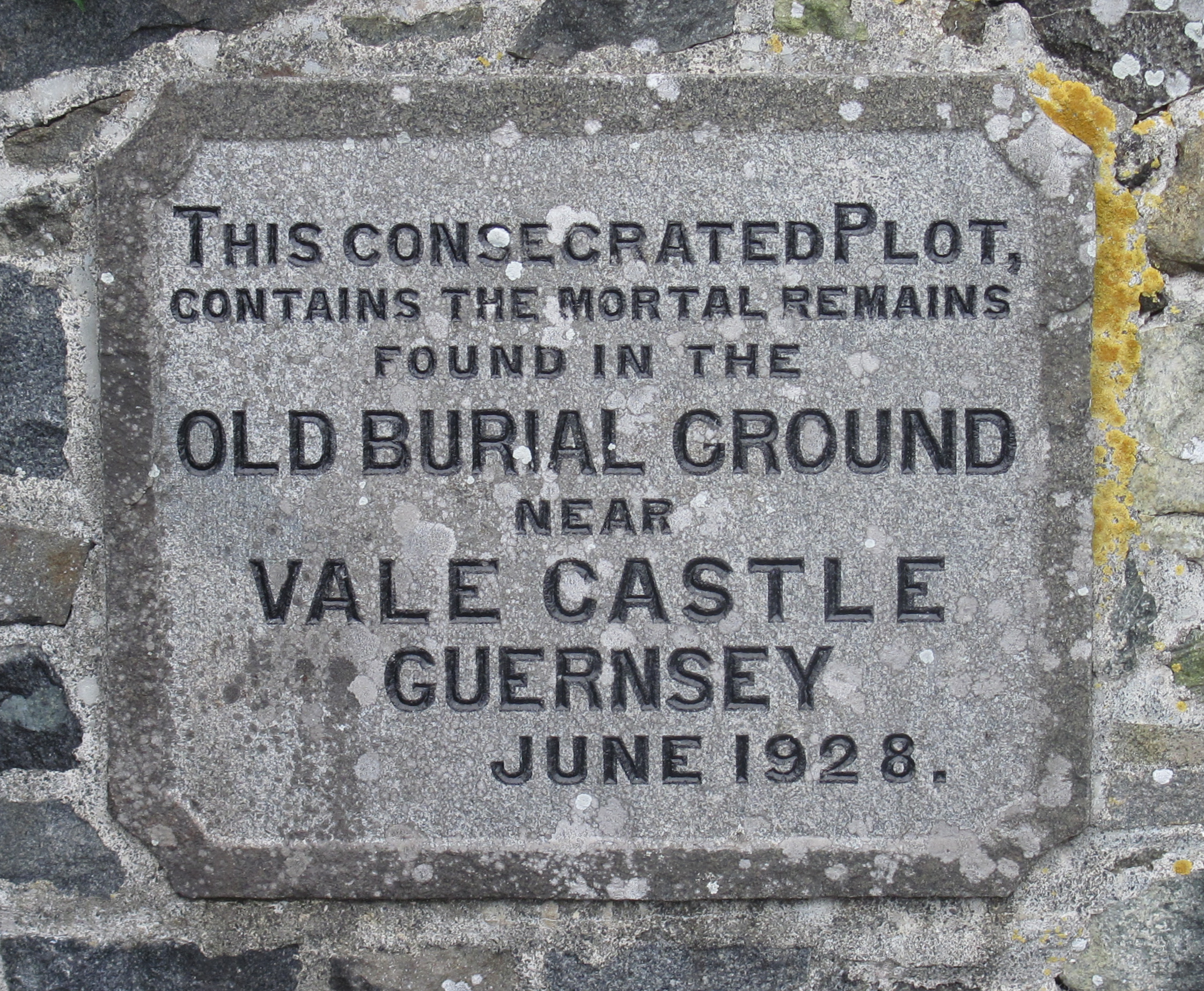
Friedhof bei Vale Castle
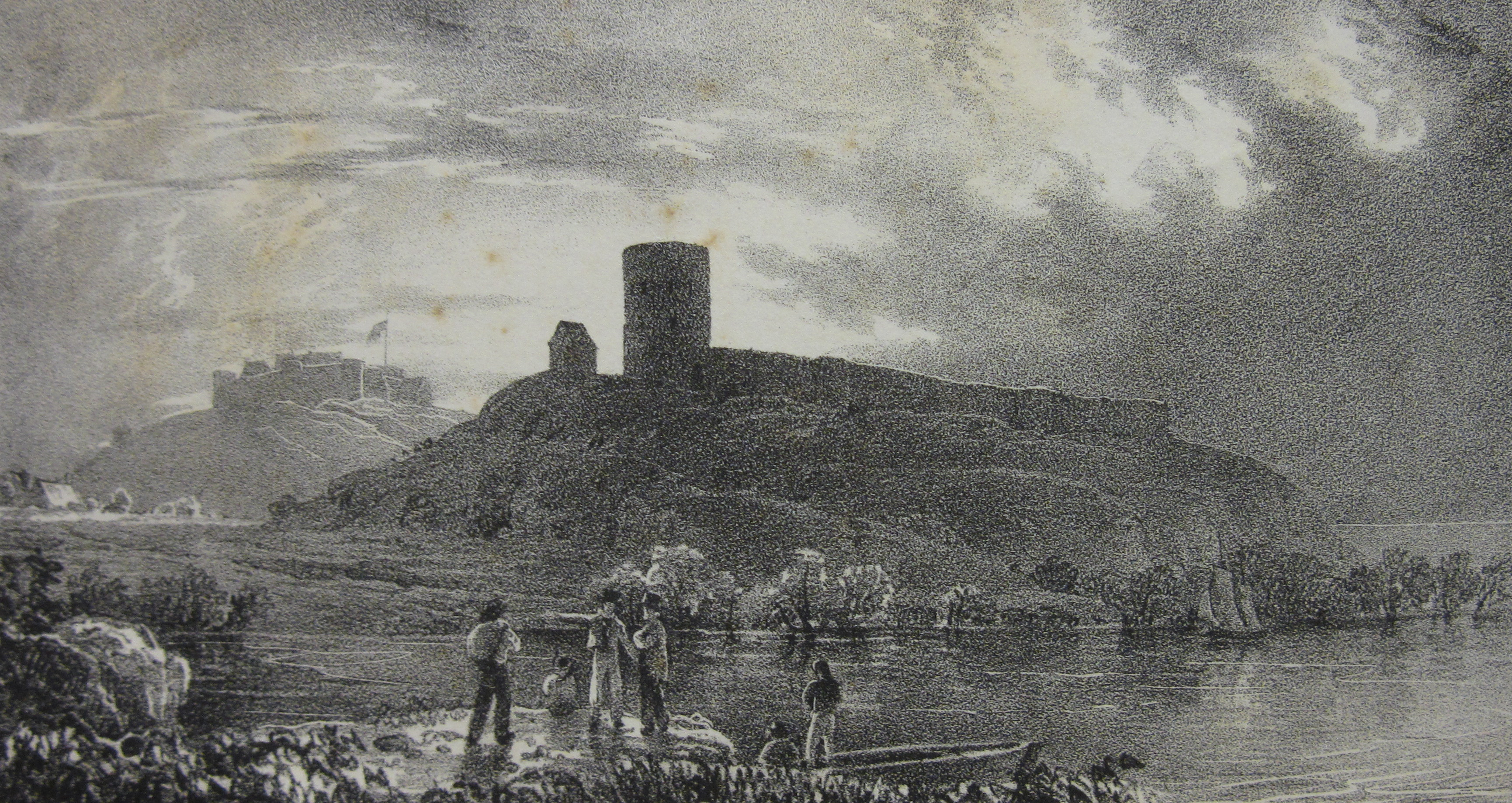
Mont Crevelt mit Vale Castle im Hintergrund (1826)
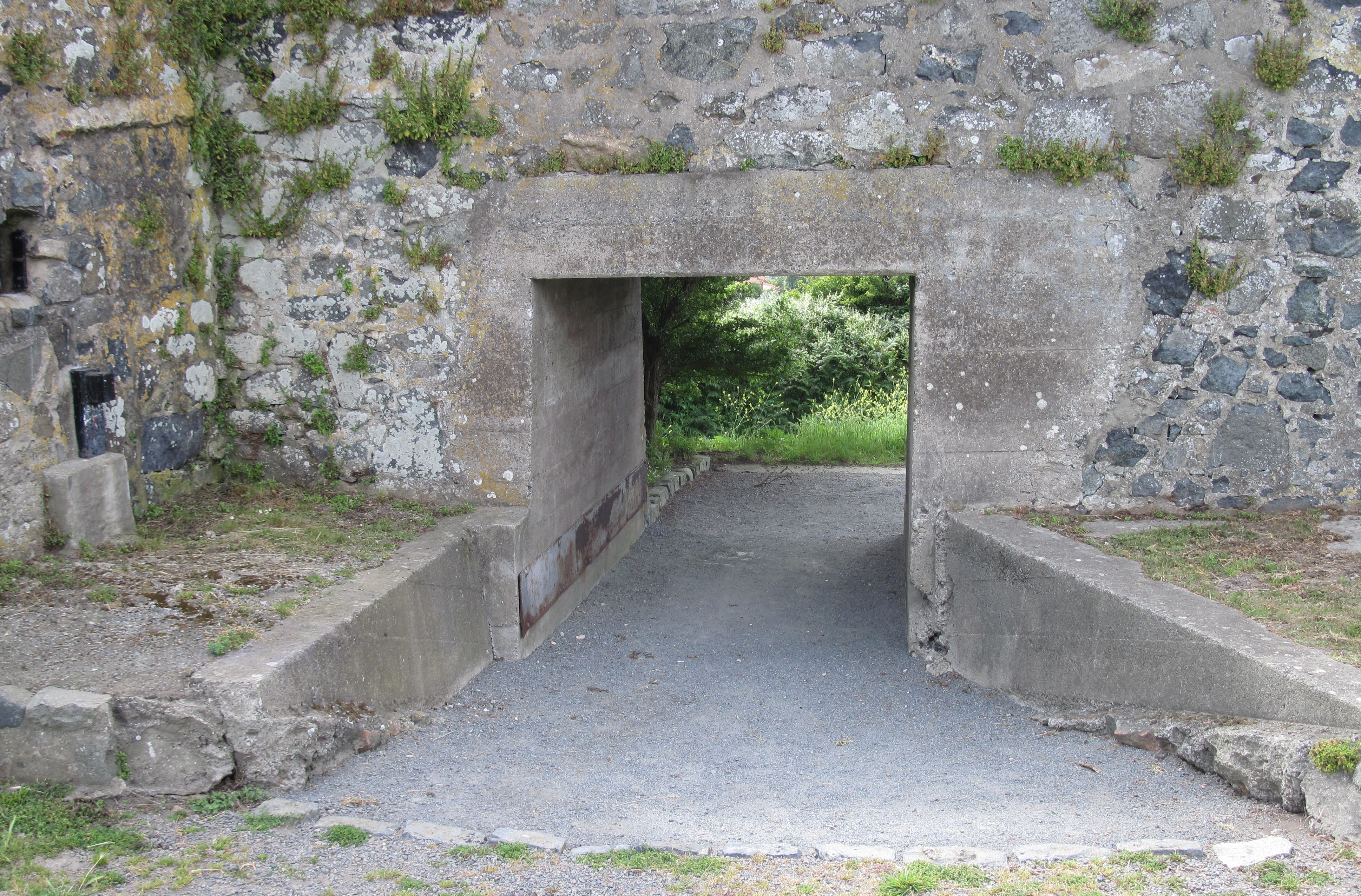
Durchgang zu einem deutschen Suchscheinwerfer
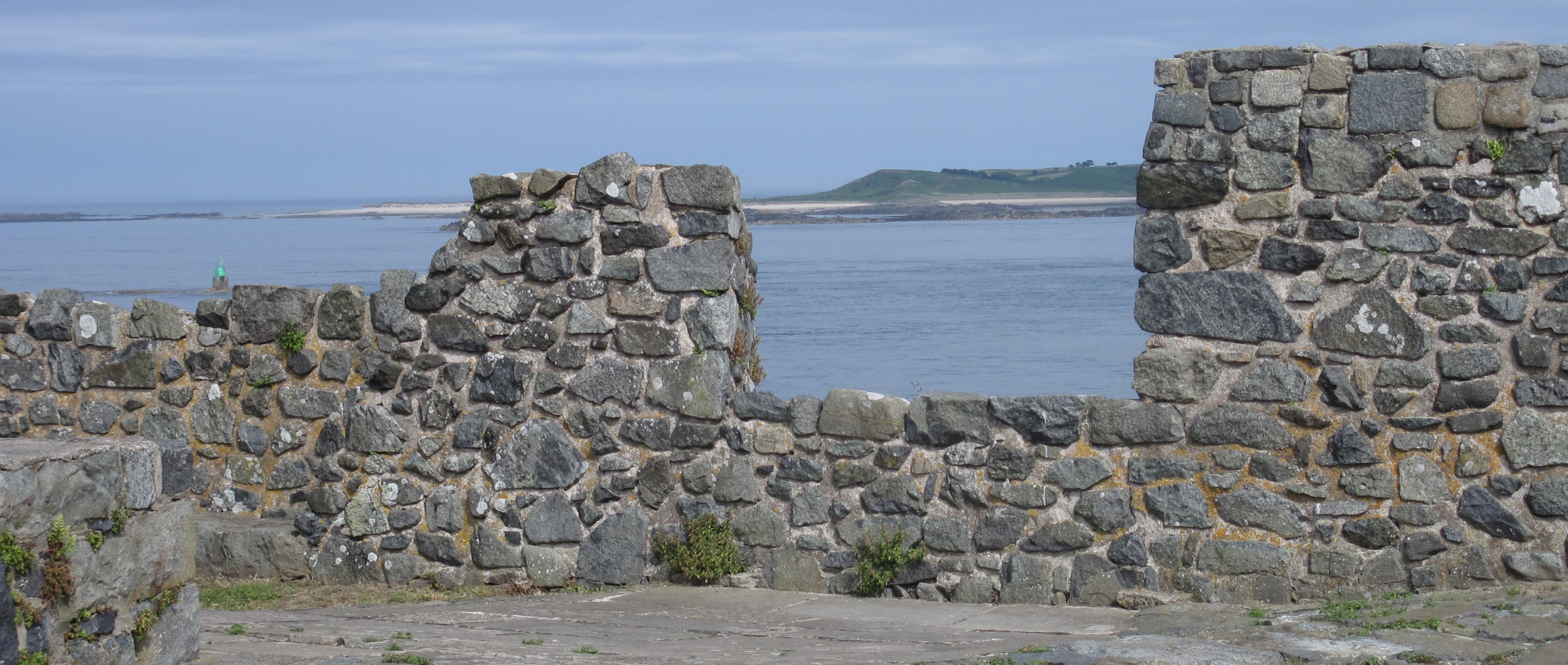
Stand für eine deutsche Feldkanone
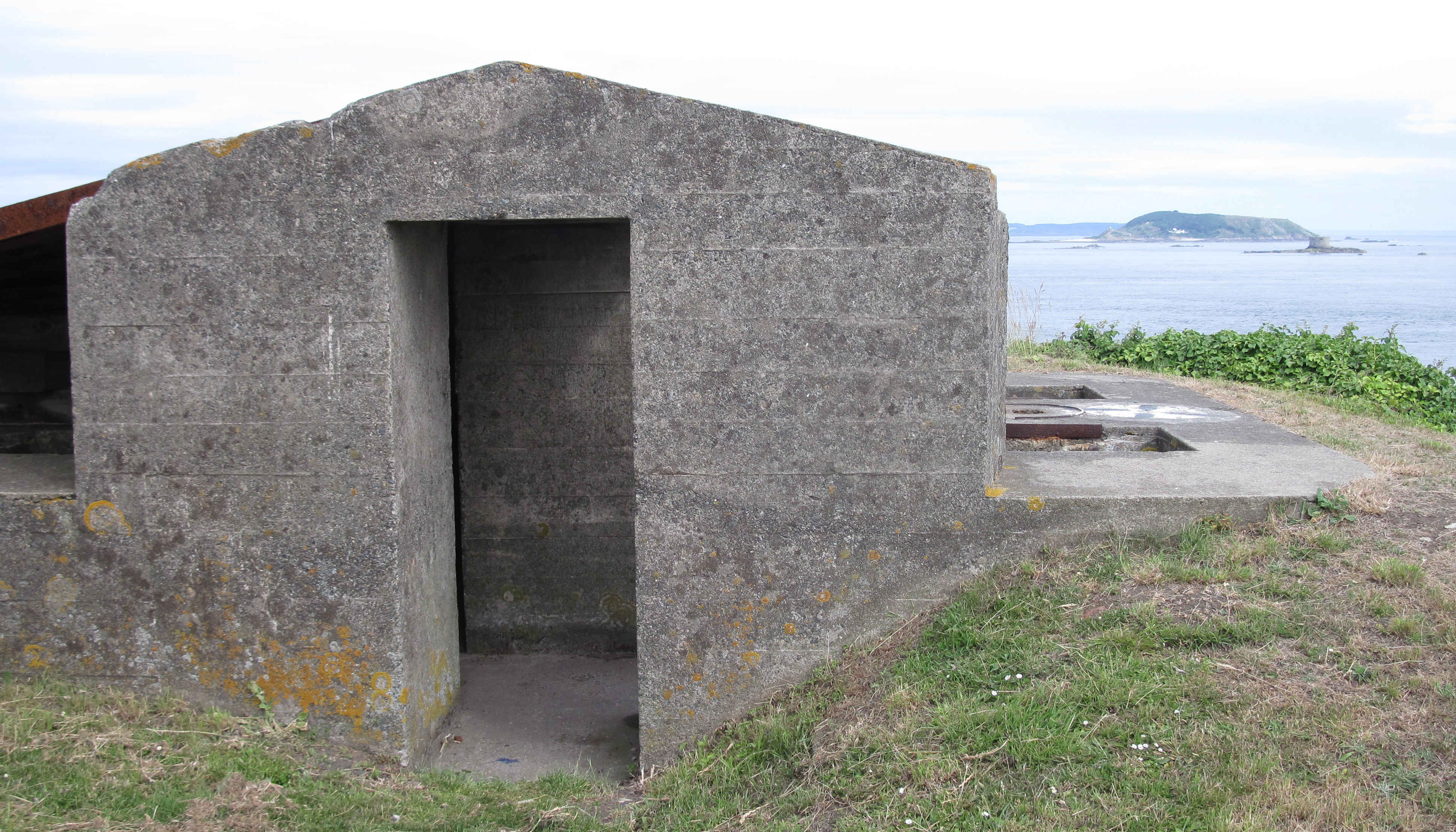
Deutscher Stand für ein schweres Maschinengewehr